# Maculoncus
Maculoncus és un gènere d'aranyes araneomorfes de la subfamília Erigoninae, dins de la família Linyphiidae.
Fou descrit per primera vegada per J. Wunderlich l'any 1995.
Es pot trobar a Geòrgia, Grècia, Israel, Rússia, i Taiwan.

## Llista d'espècies
Segons The World Spider Catalog 12.0:
- Maculoncus orientalis Tanasevitch, 2011 – Taiwan
- Maculoncus parvipalpus Wunderlich, 1995 – Grècia, Israel (Espècie tipus)
- Maculoncus obscurus Tanasevitch, Ponomarev & Chumachenko, 2016 – Rússia (Caucas), Geòrgia